# Hedroso (Zamora)
Hedroso es una localidad española del municipio de Lubián de la provincia de Zamora, en la comunidad autónoma de Castilla y León.

## Topónimo
Hedroso, al igual que Las Hedradas, ambas localidades anejas del municipio de Lubián, tienen un mismo origen etimológico que algunos autores han señalado en “hederosus, hederatas” adjetivaciones del vocablo latino “hedera”, es decir, hiedra o yedra. La presencia de esta planta trepadora de la familia de las araliáceas, es fácilmente constatable en el paisaje urbano de ambas localidades, a las que da una vistosa nota de color verdinegro. Existen topónimos similares en otros rincones de España, como en Hedradas (Oviedo), Hedreiro (Coruña), Ledrada (Salamanca). En Galicia es frecuente su presencia sin la hache etimológica inicial.

## Ubicación
Se encuentra situado en la comarca de Sanabria, y dentro de ella en la considerada Alta Sanabria. Es una de las pocas localidades bilingües de la provincia de Zamora, ya que sus habitantes utilizan habitualmente el idioma español y el gallego.

## Geografía física
Situado en una zona de terreno escarpado y de vegetación frondosa, especialmente de castaños y nogales. Sus edificaciones cuentan con la típica arquitectura popular sanabresa, siendo la iglesia parroquial su inmueble más importante.

## Historia
Durante la Edad Media Hedroso quedó integrado en el Reino de León, cuyos monarcas habrían acometido la repoblación de la localidad dentro del proceso repoblador llevado a cabo en Sanabria. Tras la independencia de Portugal del reino leonés en 1143 Hedroso habría sufrido por su situación geográfica los conflictos entre los reinos leonés y portugués por el control de la frontera, quedando estabilizada la situación a inicios del siglo XIII.
Posteriormente, en la Edad Moderna, Hedroso fue una de las localidades que se integraron en la provincia de las Tierras del Conde de Benavente y dentro de esta en la receptoría de Sanabria. No obstante, al reestructurarse las provincias y crearse las actuales en 1833, la localidad pasó a formar parte de la provincia de Zamora, dentro de la Región Leonesa, quedando integrado en 1834 en el partido judicial de Puebla de Sanabria.
Finalmente, en torno a 1850, el antiguo municipio de Hedroso se integró en el de Lubián.